# 마이클 길든
마이클 길든(Michael Gilden, 1962년 9월 22일 ~ 2006년 12월 5일)은 미국의 영화배우, 텔레비전 배우, 연극 배우이다.

## 영화
- NCIS 시즌4 (2006년) - 마티 피어슨 역
- 사우스랜드 테일 (2006년)
- 트위스 어폰 어 크리스마스 (2001년)
- 백설공주 (2001년)
- 원스 어폰 어 크리스마스 (2000년)
- 펄프 픽션 (1994년)
- 프릭스 대모험 (1993년)